# Олтер (лунный кратер)
Кратер Олтер (лат. Alter) — крупный древний ударный кратер в северном полушарии обратной стороны Луны. Название присвоено в честь американского астронома и метеоролога Динсмора Олтера (1888—1968) и утверждено Международным астрономическим союзом в 1970 г. Образование кратера относится к донектарскому периоду.

## Описание кратера

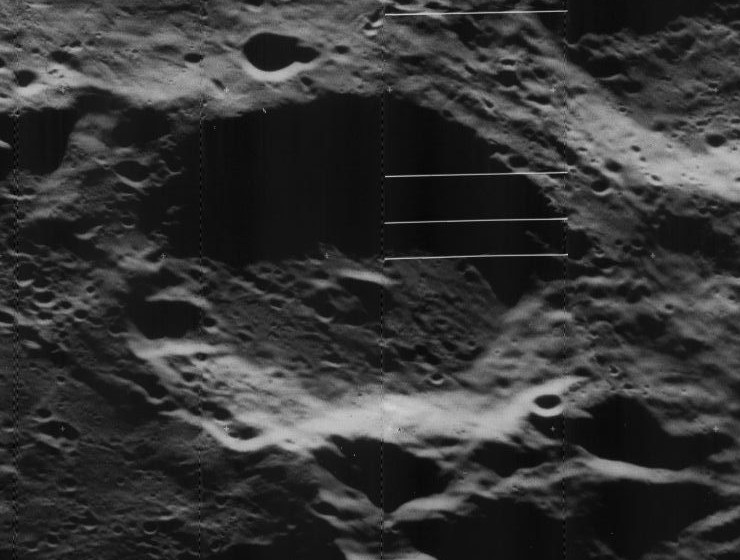
Снимок зонда Lunar Orbiter - V.

Ближайшими соседями кратера являются кратер Ом на западе; кратер Комри на северо-западе; кратер Робертсон на северо-востоке; кратер Пиз на юге-юго-востоке и кратер Бутлеров на юге-юго-западе. Селенографические координаты центра кратера 18°44′ с. ш. 107°48′ з. д. / 18,74° с. ш. 107,8° з. д., диаметр 64,7 км, глубина 2,7 км.
Кратер Олтер имеет полигональную форму с впадиной в восточной части и значительно разрушен. Вал сглажен, южная и северная оконечности вала почти сравнялись с окружающей местностью, северо-восточная часть вала отмечена приметным маленьким чашеобразным кратером, южная-юго-восточная часть вала рассечена небольшим кратером. Высота вала над окружающей местностью достигает 1240 м, объем кратера составляет приблизительно 3500 км³. Дно чаши сравнительно ровное, юго-западная часть чаши прорезана расщелиной, южнее центра чаши находится цепочка мелких кратеров. Центральный пик несколько смещен к северо-западу от центра чаши.
Севернее кратера проходит светлый луч от кратера Ом.

## Сателлитные кратеры

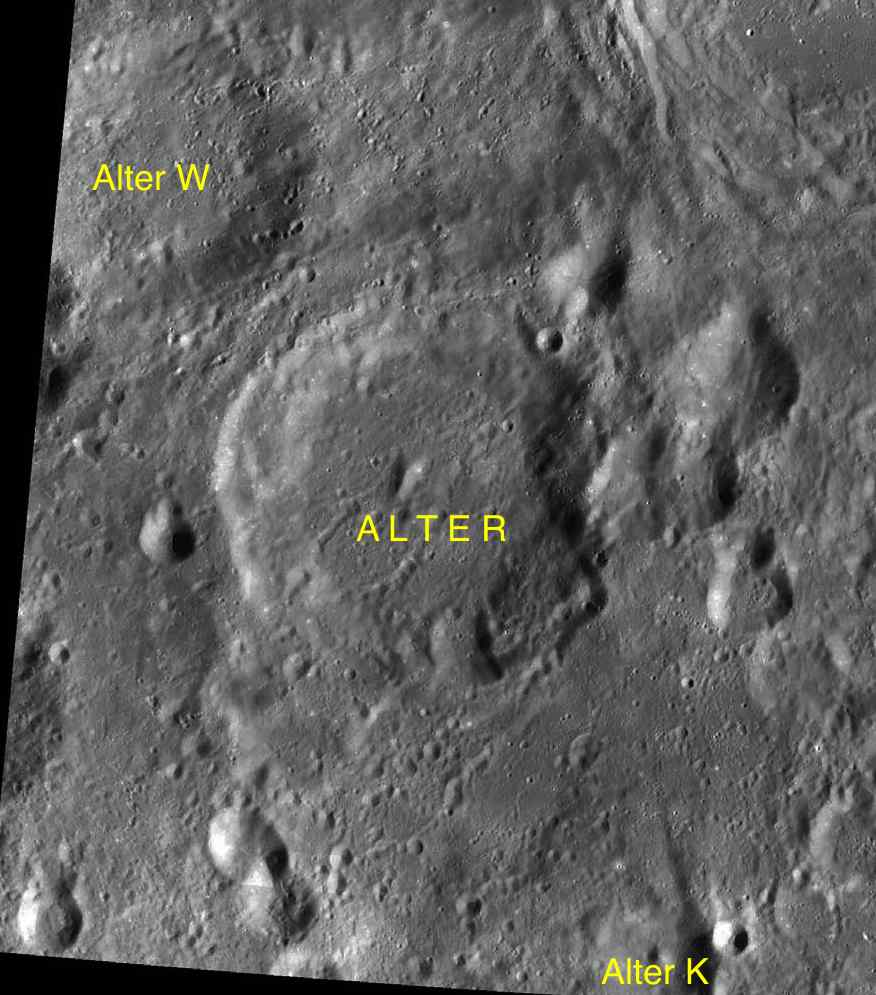
Фрагмент карты LAC-54.

| Олтер | Координаты                                              | Диаметр, км |
| ----- | ------------------------------------------------------- | ----------- |
| K     | 16°13′ с. ш. 106°11′ з. д. / 16,22° с. ш. 106,19° з. д. | 21,6        |
| W     | 20°23′ с. ш. 109°25′ з. д. / 20,38° с. ш. 109,41° з. д. | 51,5        |